# Philipp Rosenthal
Pour les articles homonymes, voir Rosenthal.
Philipp Rosenthal né le 6 mars 1855 et décédé le 30 mars 1937 est un designer et industriel allemand d'origine juive. Rosenthal fonde la société Philipp Rosenthal & Co. AG en 1897 pour la production d'articles en céramique.

## Biographie
Philipp Rosenthal nait le 6 mars 1855 à Werl en Allemagne. Il est le fils d'Abraham Rosenthal, un marchand juif allemand de porcelaine et de sa femme Emilie Rosenthal, née Meyer. 

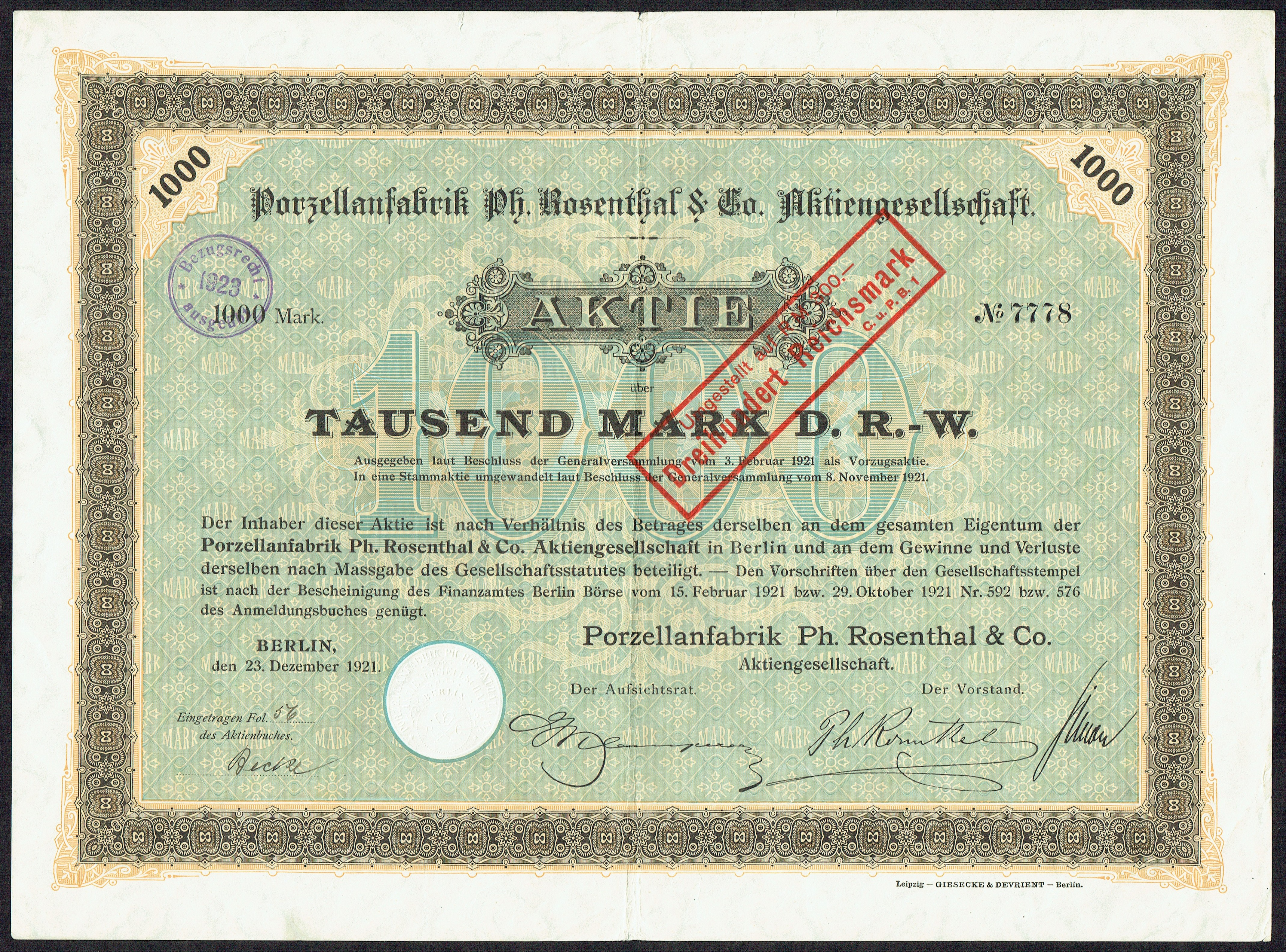
Action de 1000 marks de la fabrique de porcelaine Ph. Rosenthal & Co. AG du 23 décembre 1921, avec signature du directeur Philipp Rosenthal

Logo de la société Rosenthal

Rosenthal est formé dans l'entreprise de son père et se rend aux États-Unis à l'âge de 18 ans, où il devient l'acheteur de porcelaine de la société d'importation de porcelaine Jacob Meyer Brothers basée à Détroit. Lors de ses voyages d'affaires à la recherche de porcelaine peinte, il se rend compte que la porcelaine peinte est une denrée rare. En 1879, il décide donc de retourner en Allemagne et d'ouvrir un atelier de peinture sur porcelaine. Il commençe avec deux peintres au château d'Erkersreuth en utilisant de la porcelaine blanche provenant de la fabrique de porcelaine Lorenz Hutschenreuther de la ville voisine de Selb.  
Le succès inattendu sur le plan commercial du cendrier « Ruheplätzchen für brennende Zigarren » (Petit reposoir pour cigares allumés) lui procure une certaine sécurité. Peu de temps après, Rosenthal emploie 60 personnes, déménage l'entreprise à Selb où il y ouvre sa propre usine de porcelaine en 1889. Rosenthal développe l'entreprise par le biais de nouvelles créations et acquisitions et la transforme en Philipp Rosenthal & Co. AG en 1897. En 1916, Rosenthal lance le service de vaisselle en porcelaine à huit et douze côtés dodécagone, baptisé « Maria » en l'honneur de sa seconde épouse, Maria Franck, fille de l'avocat royal Josef Frank. Mariée, elle divorce en 1916 pour pouvoir épouser Rosenthal, qui est beaucoup plus âgé qu'elle; Rosenthal a deux fils de son mariage avec Maria, Philip Rosenthal et son beau-fils Udo Franck-Rosenthal qu'il a adopté.
Avec l'ascension de Hitler dans les années 1930, qui marque le début de l'ère nazie, de nombreuses lois discriminatoires visant les Juifs sont promulguées par le régime. Rosenthal en tant que Juif est évincé de l'entreprise qu'il a fondée, conformément aux lois d'expropriation des entreprises et propriétés juives. Rosenthal est contraint de démissionner de la présidence en 1934, mais accorde des pouvoirs exceptionnels à son beau-fils avec l'intention de le désigner comme garant de ses intérêts. Mais Klara et Anna, les filles que Rosenthal a eu de son premier mariage, craignent alors d'être lésées dans les querelles d'héritage et en conséquence, les fils d'Anna demandent au tribunal de mettre leur grand-père sous tutelle. Les membres du conseil d'administration se rallient à cette demande lorsque Rosenthal les enjoint d'accepter son beau-fils au sein du conseil. En 1936, Rosenthal est considéré inapte et placé sous tutelle. Et pour pouvoir annuler des décisions contraignantes prises longtemps auparavant par le président déchu, les adversaires de Rosenthal font établir un rapport d'expertise négatif par le directeur de la clinique psychiatrique de Munich. Le 15 février 1937, celui-ci contredit toutes les expertises médicales précédentes  dans un jugement selon lequel Rosenthal aurait été « en raison de graves altérations du cerveau dues à l'âge, compliquées par des modifications des artères », incapable juridiquement de manière continue depuis le 12 mars 1934 déjà.
Rosenthal meurt le 30 mars 1937 à Bonn.
Son fils, Philip Rosenthal, exilé en Angleterre depuis 1934, retourne à Selb en 1947 pour demander selon l'accord de Wiedergutmachung, la restitution à la famille des biens spoliés pendant la période nazie. 
En 1950, il rejoint Rosenthal AG. L'entreprise acquiert une importance internationale grâce à ses porcelaines conçues par des artistes modernes tels que Henry Moore, Friedensreich Hundertwasser, Salvador Dalí, Ernst Fuchs et Helmut Andreas Paul Grieshaber.

## Foire de Leipzig
Rosenthal expose pour la première fois en 1879 à la Foire de Leipzig. Cette participation lui donne l'occasion de faire connaître ses produits dans le monde entier avec relativement peu d'efforts, ce qui a entraîné une forte croissance des exportations.
Lorsque, après le début de la Première Guerre mondiale, la foire de Leipzig s'arrête et que de nouvelles foires sont créées à l'étranger, Rosenthal reconnait la nécessité de maintenir la foire même pendant la guerre, sans quoi elle risquerait de disparaitre complètement. Par la suite, Rosenthal devient un promoteur engagé de la foire de Leipzig. Il s'engage résolument pour la poursuite de celle-ci et encourage en 1915 la création d'une association des exposants et acheteurs de la foire, le Zentralstelle für Interessenten der Leipziger Messe e. V. (Office central des personnes intéressées par la foire de Leipzig) dont il devient le président.
Le 18 août 1916, Rosenthal est l'un des trois signataires des statuts fondateurs du Bureau des foires de Leipzig qui commence à fonctionner le 8 février 1917. Pour la foire de printemps de 1917, Rosenthal forma un comité économique de l'industrie allemande pour la paix.  
En hommage à son action à Leipzig, le conseil municipal de la ville décide le 6 février 1926 de renommer l'ancienne Windmühlenweg, qui menait directement au nouveau site de la foire technique, en Philipp-Rosenthal-Straße du vivant même de Rosenthal. Durant la période nazie, la rue est rebaptisée Kaiser-Maximilian. Le 19 mai 1945, elle retrouve son nom de Philipp-Rosenthal-Straße,.